# Torrecaballeros
Torrecaballeros ist eine Gemeinde in der spanischen Provinz Segovia. Sie liegt im Süden der Autonomen Region Kastilien und León, an der Nordwestabdachung der Sierra de Guadarrama. Sie hat 1.496 Einwohner (Stand: 2024). Zur Gemeinde gehören neben dem Hauptort Torrecaballeros die Ortschaften La Aldehuela, Cabanillas del Monte und La Torre.

## Geographie
Torrecaballeros liegt etwa neun Kilometer nordöstlich vom Stadtzentrum von Segovia in einer Höhe von ca. 1150 m.
Torrecaballeros befindet sich innerhalb der Zone des kontinentalen mediterranen Klimas. 

## Bevölkerungsentwicklung
| Jahr      | 1970 | 1981 | 1991 | 2001 | 2011 | 2021 |
| Einwohner | 295  | 227  | 287  | 593  | 1257 | 1389 |

## Sehenswürdigkeiten
- Nikolauskirche (Iglesia de San Nicolás de Bari) in Torrecaballeros
- Michaeliskirche in Cabanillas del Monte

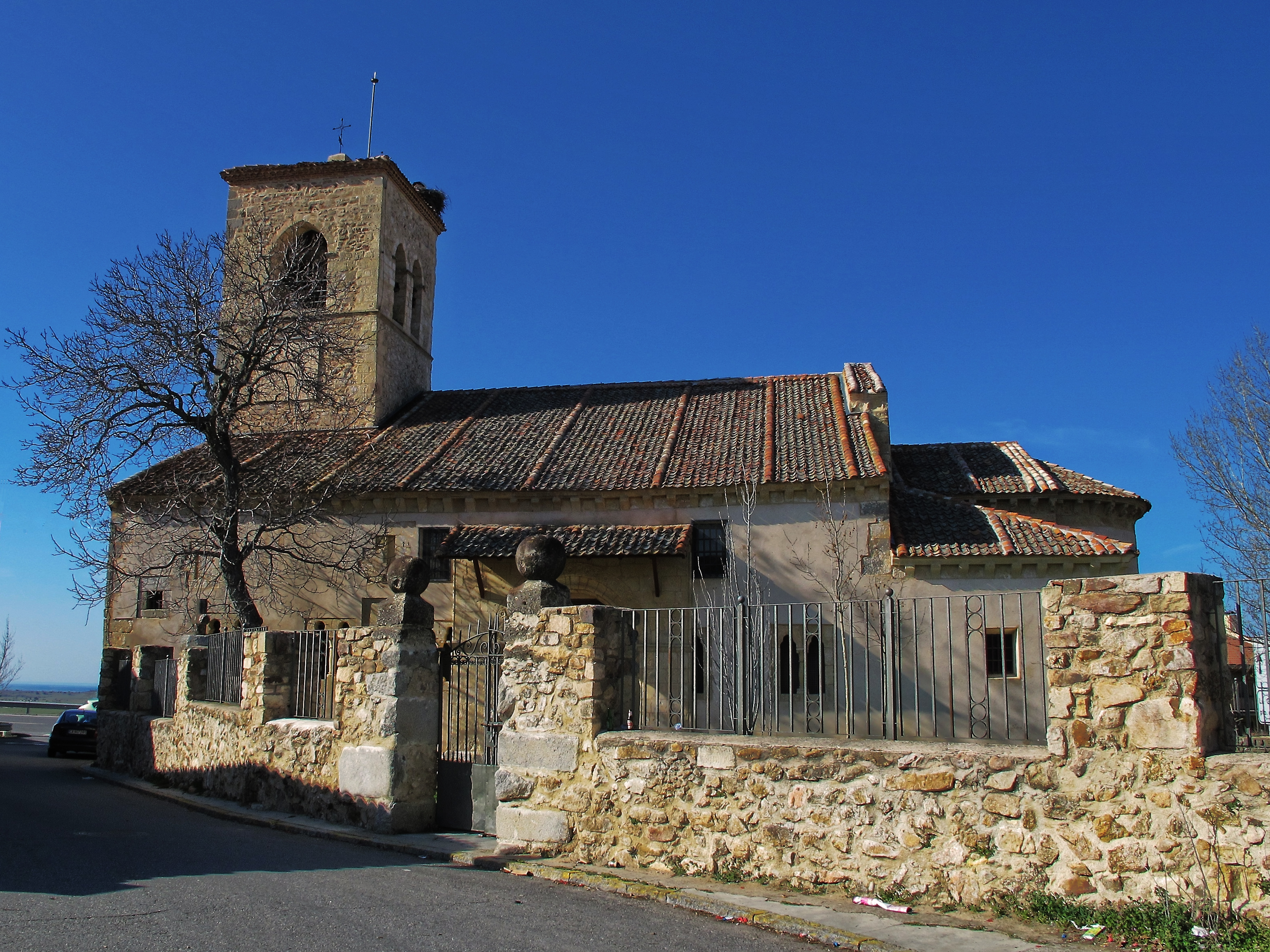
Nikolauskirche
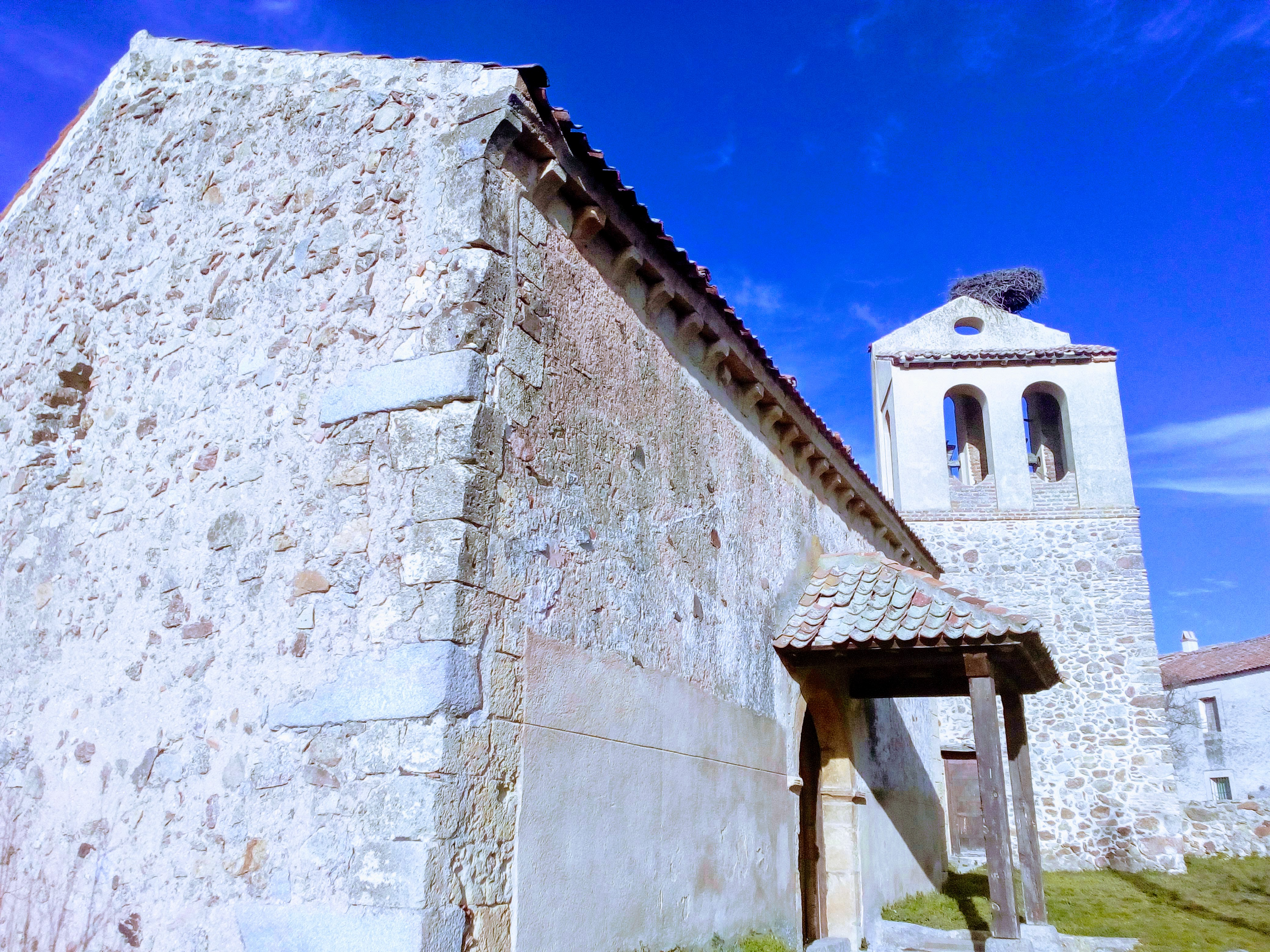
Michaeliskirche